# Gabba Front Berlin
Gabba Front Berlin je njemačka speedcore, noisecore, hardcore techno i gabber skupina koja posebno producira pjesme koje spadaju u gabber i speedcore kategoriju. Poznati su i po inicijalima skupine GFB.

## Djelovanje
Skupinu čine Steffen Reinecke, Ralf Schwarzenberger i Stephan Seidel. Skupina je zapravo nastala (kao trojac) 1996. godine, nakon što je to bila skupina sastavljena od nekih mladića i djevojaka koja je organizirala gabber zabave u poznatom noćnom klubu "Bunker" u Berlinu.
Iako su izdali niz komercijalnih pjesama, gotovo su sve njihove pjesme dostupne za besplatno skidanje (download) na njihovim službenim stranicama.
U skladu s njihovom vrstom glazbe, njihove pjesme često imaju visoki BPM. Primjerice, njihova pjesma "Lacrima Mosa Est" (krivo imenovana kao "Speedcore Lacrima" što inače slušatelja dovodi do zablude) ima 480 BPM-a, iako je preko bassa različit spor ambijentalni zvuk. Uzorak ove pjesme je dostupan u speedcore odjeljku "Ishkurovog vodiča kroz elektroničku glazbu".

## Diskografija
- 1997. - GFB - Terror On Earth
- 2001. - Gabba Front Berlin - One In Seven
- 2006. - Gabba Front Berlin / Hellseeker - Project: Enigma
- 2006. - Gabba Front Berlin - Emoticons Stole My Face
- 2007. - GFB vs. Rotello - The Berserk : Reloaded
- 2007. - Gabba Front Berlin / Incorrect Segment - We Have Explosive)
- 2008. - ANC & GFB - 50th Floor
- 2009. - GFB vs. Rotello - Evolution
- 2009. - GBF vs. iGoa - Shadow Rays

## Vanjske poveznice
- Službena stranica
- MySpace stranica
- Diskografija skupine